# Esercito nazionale somalo
L'Esercito nazionale somalo (in lingua somala Ciidamada qalabka sida, in lingua araba الجيش الصومالي) è la componente terrestre delle forze armate somale (oltre all'esercito vi sono l'aeronautica, la marina e la polizia). L'esercito somalo fu attivo fin dall'indipendenza nazionale, raggiunta nel 1960, e come tutte le altre forze armate si sciolse nel 1991 con l'inizio della guerra civile somala, che è tuttora in corso e ha disintegrato rapidamente lo Stato somalo. Nel 2005 è iniziata la ricostituzione dell'esercito, completata nel 2009 e seguita poco dopo dalla ricostruzione delle altre forze armate.
Le regioni del Somaliland e del Puntland, tuttavia, mantengono ancora oggi le proprie forze armate e di polizia, nate durante la guerra civile.

## Storia fino alla guerra civile
Al momento dell'indipendenza, nel 1960, la Somalia possedeva un esercito piccolo e armato alla leggera, i cui ufficiali erano stati addestrati in Italia, Gran Bretagna ed Egitto. Progressivamente questa forza venne espansa e modernizzata, fin quando l'Esercito nazionale somalo (Somali National Army, SNA) fu testato per la prima volta in battaglia nel 1964, quando le tensioni con l'Etiopia sul controllo della regione etiope dell'Ogaden, abitata in prevalenza da somali, sfociò in scontro militare aperto. Il 16 giugno 1963 circa 3.000 insorti somali accesero una rivolta nella città etiope di Hodayo, dopo che l'Imperatore Hailé Selassié aveva rifiutato la loro richiesta di concedere all'Ogaden il diritto all'autodeterminazione. Inizialmente il governo somalo non sostenne i rivoltosi, ma quando nel gennaio 1964 Hailé Selassié inviò rinforzi nella regione, le forze somale iniziarono a fornire assistenza agli insorti lanciando attacchi di terra e aerei lungo il confine. In risposta l'Aeronautica etiope sferrò attacchi lungo le sue frontiere sudoccidentali contro la zona a nord-est di Belet Uen e contro Gallacaio. Il successivo 6 marzo i due paesi si accordarono su un cessate il fuoco, e alla fine del mese firmarono a Khartoum, capitale del Sudan, un accordo che prevedeva il ritiro delle truppe dai confini e la cessazione della propaganda ostile. Contestualmente iniziarono le trattative di pace, e la Somalia ritirò il proprio supporto agli insorti.

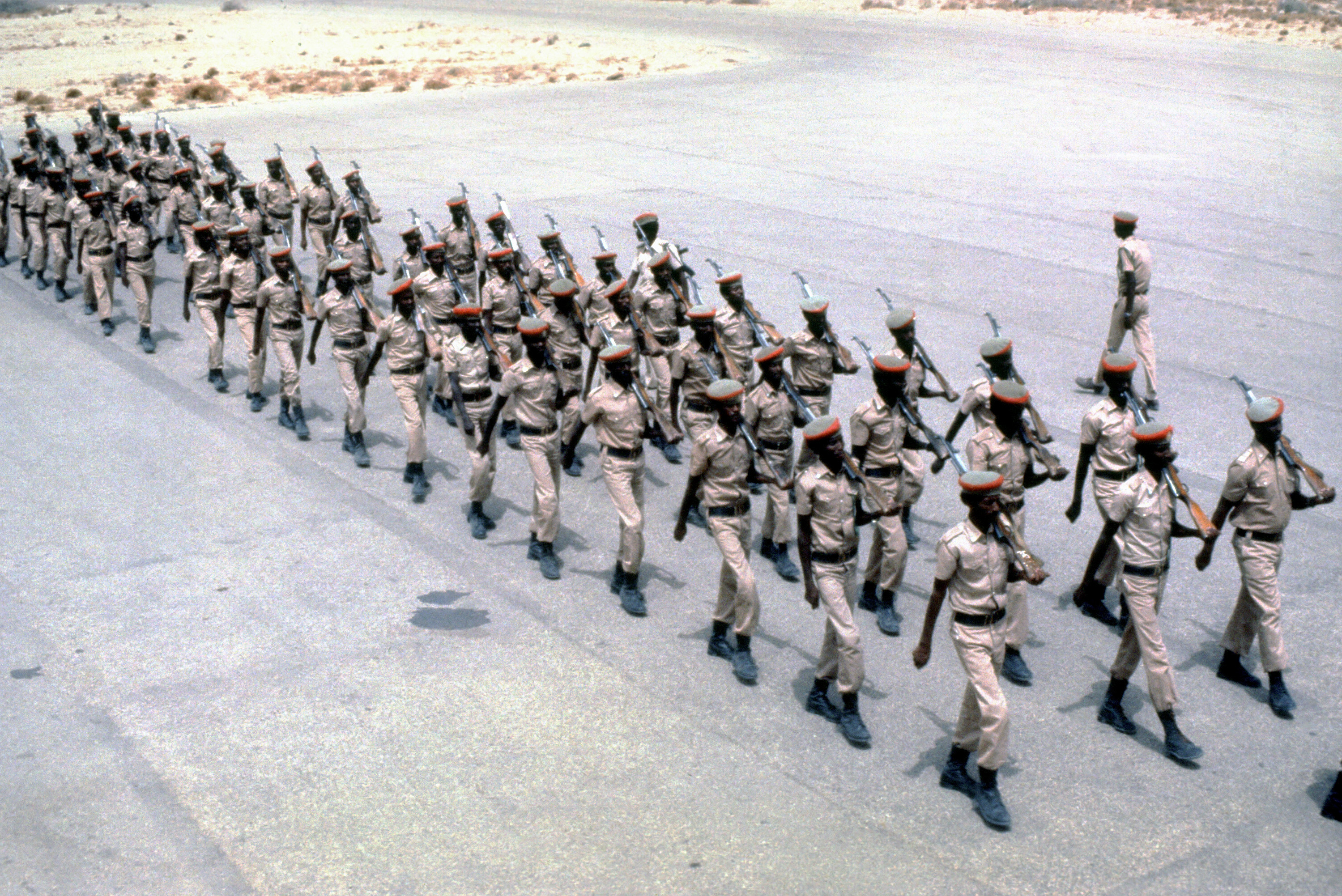
Truppe somale passate in rivista, 1983

Durante il vuoto di potere seguito all'assassinio del secondo Presidente della Somalia, Abdirashid Ali Shermarke, le forze armate attuarono un colpo di Stato il 21 ottobre 1969 (il giorno dopo i funerali di Shermarke) e presero il potere. Ad organizzare e dirigere l'operazione fu il comandante in capo dell'Esercito nazionale somalo, il generale Siad Barre, che si insediò come presidente del Consiglio supremo rivoluzionario, il nuovo governo nazionale.
La denominazione dello Stato fu cambiata in "Repubblica Democratica Somala" e nel 1971 Barre annunciò l'intenzione del regime di eliminare progressivamente il controllo militare per dare spazio ad un governo civile.
Nel 1977 le forze armate somale furono impegnate nella guerra dell'Ogaden, finalizzata a sottrarre la regione all'Etiopia ed annetterla alla Somalia per realizzare il progetto della cosiddetta "Grande Somalia". Guidato da comandanti come il colonnello e futuro generale Abdullahi Ahmed Irro, l'esercito somalo invase l'Ogaden e riportò inizialmente dei successi, catturando gran parte della regione. La guerra tuttavia terminò bruscamente con la vittoria etiope a causa dell'appoggio politico e soprattutto logistico dell'Unione Sovietica, che appoggiò il neonato governo comunista etiope, il Derg, fornendo aiuti, armi ed addestramento; inoltre, circa 15.000 soldati cubani intervennero in sostegno dell'Etiopia. Nel 1978 le forze somale furono completamente scacciate dall'Ogaden.
A causa del supporto sovietico all'Etiopia Barre iniziò a cercare alleati altrove, e si schierò dalla parte degli Stati Uniti.
Nel complesso i rapporti di amicizia con l'Unione sovietica prima e gli Stati Uniti poi, permisero alla Somalia di Barre di costruire il più grosso esercito di tutta l'Africa.
Parallelamente all'esercito, la Somalia di Barre sviluppò anche la marina e, soprattutto, l'aeronautica.

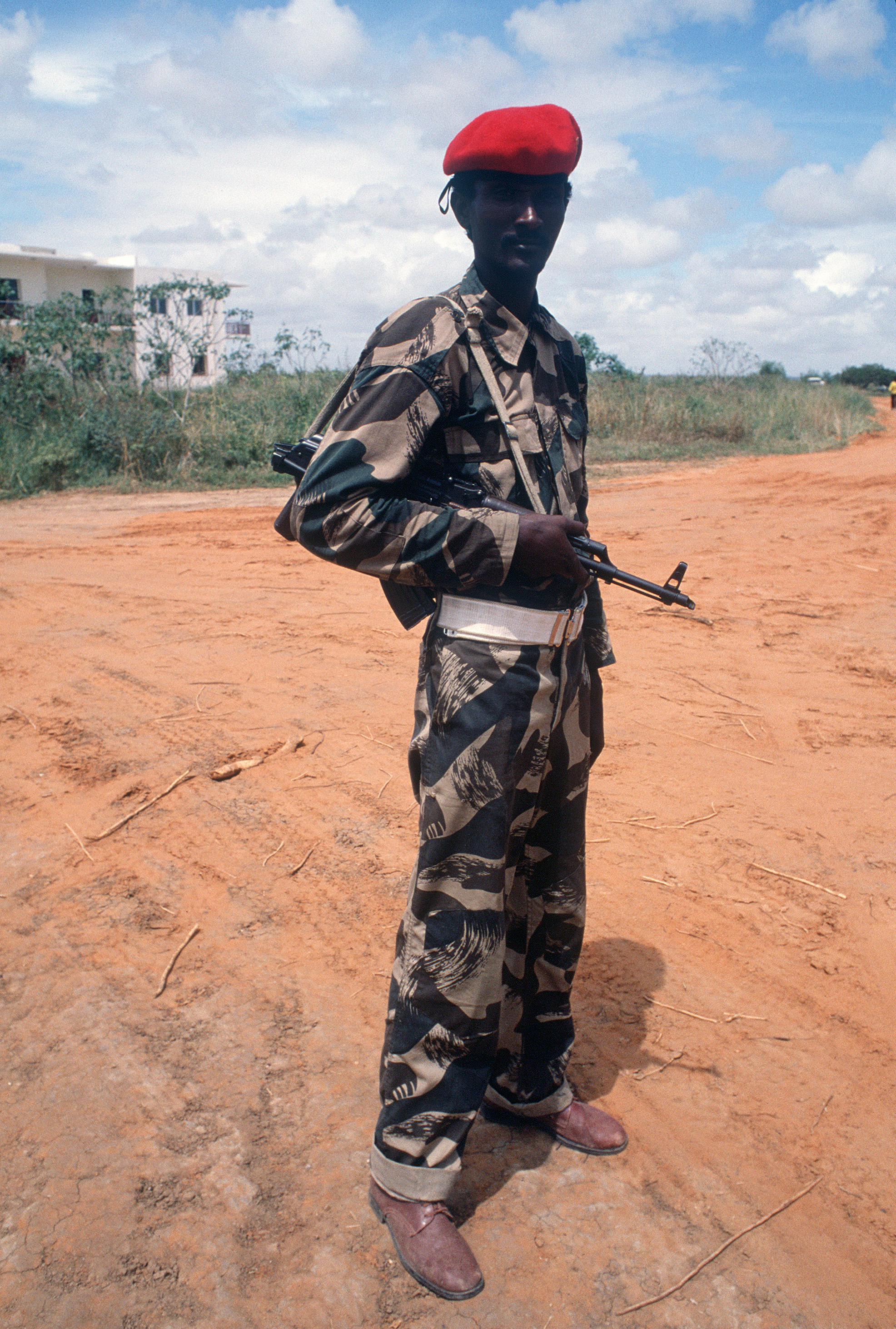
Soldato somalo nel 1985

Questa crescita della potenza militare coincise con la nascita dei primi movimenti di opposizione al regime di Barre, spesso su base tribale, come il Movimento nazionale della Somalia, guidato dal clan Isaaq; spesso queste organizzazioni di dissidenti erano guidate da ufficiali dell'Esercito nazionale: ne sono esempi il Fronte democratico per la salvezza della Somalia, la cui base era il clan dei Migiurtini ed era capitanato dal futuro Presidente somalo Abdullahi Yusuf Ahmed, ex colonnello ed eroe nella guerra dell'Ogaden, e soprattutto il Congresso della Somalia Unita del clan Hauia, guidato dal generale Mohammed Farah Aidid.
Lo sforzo di queste formazioni era volto a destabilizzare il regime e ci riuscirono, dando inizio ad una sanguinosa rivolta armata contro le forze governative che si risolse nella cacciata di Siad Barre, fuggito dalla Somalia il 26 gennaio 1991.
Con la deposizione di Barre iniziò la guerra civile somala, che fece cadere la Somalia nell'anarchia, in assenza completa di un governo centrale e di strutture istituzionali. Le Forze armate somale si disintegrarono rapidamente e nel vuoto di potere conseguitone il controllo sul paese fu conteso tra vari signori della guerra.

## Ricostituzione
Già il Governo nazionale di transizione disponeva di una piccola forza terrestre, al comando del generale Ismail Qasim Naji dal gennaio 2002. Nel marzo del 2002 l'esercito somalo contava 2010 uomini e 90 donne.
Nel 2004 nacque il Governo federale di transizione ed il suo presidente Abdullahi Yusuf Ahmed pose subito tra i suoi obiettivi la ricostituzione delle forze armate.
Il 20 giugno 2005 il generale Ismail Qasim Naji annunciò la sua intenzione di costituire un nuovo esercito somalo, dando così ufficialmente inizio all'operazione di rinascita delle forze terrestri della Somalia.
Dopo la sconfitta dell'Unione delle Corti Islamiche, avvenuta tra dicembre 2006 e gennaio 2007, fu raggiunto un accordo tra il governo ed i signori della guerra per il disarmo delle milizie e per permettere ai miliziani di entrare nel nuovo esercito somalo.
Nel 2009 la Somalia completò la ricostruzione dell'esercito e della polizia. Le forze militari somale ricevettero un notevole sostegno nell'aprile 2009, quando vari Stati, durante una conferenza delle Nazioni Unite, garantirono 250 milioni di dollari per aiutare il paese a rafforzare la sua sicurezza. Parte di questi fondi fu messa da parte per incrementare l'esercito a 6.000 unità e la polizia a 10.000.
Inoltre, l'esercito ricevette nel giugno 2009 40 tonnellate di armi e munizioni dal governo degli Stati Uniti per combattere le insurrezioni organizzate da gruppi ribelli nel sud della Somalia; si prevedono ulteriori aiuti in futuro.
Nel novembre 2009 l'Unione europea manifestò la sua intenzione di addestrare due battaglioni somali, ossia circa 2.000 soldati, per portare a 6.000 il numero totale di unità addestrate. Tutti i soldati sono stati addestrati in Uganda, e dei 2.000 previsti 1.000 hanno completato l'addestramento il 21 aprile 2011, ed i restanti il 31 agosto dello stesso anno Circa 150 del personale dell'UE presero parte alle operazioni di addestramento dei militari somali.
Nel mese di maggio del 2010 la Turchia ed il Governo federale di transizione hanno firmato un accordo per addestrare i militari somali.
Il 16 settembre 2011 il presidente somalo Sheikh Sharif Sheikh Ahmed ha dato inizio alla costruzione di una nuova base militare nel Distretto di Mogadiscio: il progetto, del costo di 3,2 milioni di dollari, è stato finanziato dall'Unione europea.
Nell'ottobre 2011 iniziò l'operazione Linda Nchi, un'azione militare coordinata degli eserciti di Somalia e Kenya finalizzata a contrastare l'organizzazione terroristica islamica Al-Shabaab, gruppo di insorti che tra il 2009 ed il 2010 aveva preso il controllo di buona parte della Somalia meridionale; l'operazione era guidata dall'esercito somalo, mentre quello keniota svolgeva un compito di supporto. All'inizio del giugno del 2012, le truppe keniote furono formalmente integrate nella missione AMISOM..

### Forza speciale
Il Governo federale di transizione ha annunciato, nell'agosto 2011, la creazione di una nuova forza speciale dell'esercito. Costituita da 300 soldati, l'unità è stata inizialmente incaricata di proteggere gli imbarchi di rilievo ed i centri di distribuzione di aiuti a Mogadiscio. Attualmente aiuta a stabilizzare la città ed è incaricata di combattere il banditismo ed altre forme di criminalità.